# Charallave
Charallave ist eine venezolanische Stadt im Tuytal im Bundesstaat Miranda. Sie wurde im Jahr 1681 gegründet. Der Volkszählung vom Jahr 2001 zufolge lebten dort 129.214 Einwohner. 

## Söhne und Töchter der Stadt
- Gustavo Farrera (* 1954), Sänger